# Język zemba
Język zemba (dżimba, chimba, dhimba, dimba, oluthimba, otjidhimba, simba, tjimba, luzimba, himba, ovazemba, ovazimba) – afrykański język wywodzący się z języka herero, z grupy bantu. Przede wszystkim występuje na terenie południowo-zachodniej Angoli (kilkanaście tysięcy użytkowników), kilka tysięcy mówiących spotyka się również w Namibii.